# Hari Dhillon
Hari Dhillon, född 6 oktober 1968 i San Francisco, är en amerikansk skådespelare.
Dhillon har bland annat medverkat i TV-serien The Serial Killer's Wife. Han har även medverkat i filmerna Trigger Warning och Bad Education.

## Filmografi (i urval)
- 2001–2022 – Holby City (TV-serie)
- 2019 – Bad Education
- 2023 – The Serial Killer's Wife (TV-serie)
- 2024 – Trigger Warning